# 1881

## Събития
- 16 януари 1881 г. (стар стил) – на основание Циркуляр №7/16 януари 1881 г. на Военното министерство на Княжество България се основава Морското училище в гр. Русе (съвременното ВВМУ „Н. Й. Вапцаров“ – гр. Варна), считано от 9 януари 1881 г. Това е първото техническо учебно заведение в страната.
- Основана е пивоварна Каменица.
- В Пловдив е основан първият професионален театър в България.
- 9 май (27 април стар стил) – След държавен преврат е съставено петото правителство на България, начело с Казимир Ернрот.
- 13 юли (1 юли стар стил) – Съставено е шестото правителство на България, което няма министър-председател.
- Започва сеченето на български монети, съответно с номинал 2, 5 и 10 стотинки. Това са първите български монети, сечени след Освобождението.

## Родени
- Александър Климов, български революционер
- Йордан Попйорданов, български революционер
- Кръстю Лазаров, български революционер
- Михаил Даев, български революционер
- Спас Жостов, български офицер
- 13 януари – Александър Морфов, български композитор
- 3 февруари – Петър Тодоров, български политик
- 4 февруари – Климент Ворошилов, съветски военачалник, държавен и партиен деец
- 8 февруари – Георги Баждаров, български революционер и учител
- 19 февруари – Константин Соларов, български военен деец
- 4 март – Тодор Александров, революционер
- 4 март – Ричард Толман, американски физикохимик
- 23 март – Роже Мартен дю Гар, писател
- 25 март – Бела Барток, унгарски композитор и пианист
- 2 април – Димитър Настев, български военен деец
- 17 април – Антон Вилдганс, австрийски писател († 1932 г.)
- 22 април – Александър Керенски, руски революционер и политик
- 29 април – Методий Попов, български биолог
- 1 май – Пиер Теяр дьо Шарден, френски палеонтолог и теолог
- 8 май – Никола Милев, български историк
- 19 май – Мустафа Кемал Ататюрк, Първи президент на Турция
- 22 май – Михаил Ларионов, руски художник
- 31 май – Стефан Баджов, български художник
- 23 юни – Лазар Добрич, български цирков артист, педагог и режисьор
- 29 юни – Курт Закс, немски музиколог
- 20 юли – Недялко Атанасов, български политик
- 26 юли – Христо Метев, български фабрикант
- 6 август – Александър Флеминг, шотландси бактериолог
- 7 август – Франсоа Дарлан, френски военачалник и политик
- 10 август – Мануш Георгиев, български революционер
- 19 август – Джордже Енеску, румънски композитор
- 20 август – Никола Петров, български художник-живописец
- 26 август – Панайот Черна, румънски поет от български произход
- 11 септември – Гончигийн Бумценд, монголски политик
- 6 октомври – Димитър Подвързачов, български писател
- 8 октомври – Никола Бакърджиев, български военен деец
- 15 октомври – П. Г. Удхаус, английски писател
- 22 октомври – Анастас Ватев, български военен деец
- 25 октомври – Пабло Пикасо, испански художник и скулптор
- 26 октомври – Стилиян Чилингиров, български писател
- 7 ноември – Андре Мазон, френски филолог
- 16 ноември – Хуго Майзъл, австрийски футболист
- 22 ноември – Енвер паша, турски военачалник
- 28 ноември – Стефан Цвайг, австрийски писател
- 2 декември – Джефри Лорънс, британски юрист
- 4 декември – Елисавета Консулова-Вазова, българска художничка
- 9 декември – Войн Попович, сръбски военен и революционер
- 24 декември – Хуан Рамон Хименес, испански поет
- 26 декември – Стефан Цанев, български военен деец
- 28 декември – Ботьо Савов, български писател

## Починали
- Колю Фичето, български строител
- Янко Георгиев, български зограф
- 4 януари – Неофит Рилски, български учител и просветител
- 9 февруари – Фьодор Достоевски, руски писател
- 1 март – Александър II, руски император
- 28 март – Модест Мусоргски, руски композитор
- 19 април – Бенджамин Дизраели, британски премиер
- 15 май – Цеко Петков, български хайдутин и революционер
- 23 юни – Матиас Шлайден, немски ботаник
- 1 юли – Херман Лотце, германски философ
- 1 юли – Анри Дьовил, френски физик и химик
- 14 юли – Били Хлапето, американски бандит
- 26 юли – Аугуст фон Сакс-Кобург-Гота, принц на Кохари
- 21 септември – Кръстю Никифоров, български революционер и духовник
- 21 ноември – Ами Буе, френски геолог
- 4 декември – Димитър Горов, български революционер
- 17 декември – Люис Морган, американски антрополог
- 24 декември – Янко Мустаков, български композитор, диригент и педагог